# Баллинади
Баллинади (англ. Ballinadee; ирл. Baile na Daibhche) — деревня в Ирландии, находится в графстве Корк (провинция Манстер).
В деревне есть школа, два магазина и два паба.